# Nacho Fernández
José Ignacio Fernández Iglesias (født 18. januar 1990 i Madrid, Spanien), kendt som Nacho, er en spansk professionel fodboldspiller, som spiller for Saudi Pro League-klubben Al Qadsiah og Spaniens landshold.

## Klubkarriere

### Real Madrid
Nacho blev født i Madrid og skiftede i 2001 som 11-årig til Real Madrid, og kom ind på klubbens akademi. Her kæmpede han sig op fra akademiet helt op til Real Madrid B i 2009. Nacho blev til en rigtig vigtig spiller for holdet og præsterede fremragende. Han præsterede så godt, at han i 2011 fik sin debut for senior truppen. 
Den 13. april 2011 fik han både sin senior debut og La Liga debut i 3-6 sejren imod Valencia CF, hvor han spillede hele kampen som venstre back. 
Den 2. september 2012 valgte træner José Mourinho at rykke Nacho, Álvaro Morata og Jesús op på senior truppen, men var stadig til rådighed for Real Madrid B. Nacho blev først i 2013 permanent rykket op på senior truppen, hvor han fik rygnummer 18, eftersom den tidligere indehaver af nummeret, Raúl Albiol, skiftede til Napoli. Han spillede i alt hele 111 kampe for Real Madrid B.

## Landshold
Nacho fik sin debut for det spanske landshold i september 2013 imod Genèves landshold, hvor han erstattede holdkammeraten Sergio Ramos.
Nacho har herudover har Nacho repræsenteret landets U16, U17, U19 samt U21 landshold.

## Personlige liv
Nacho's bror, Álex Fernández, er også professionel fodboldspiller. Álex Fernández er også et produkt at Real Madrid, og han fik sin senior debut i samme kamp som Nacho gjorde. 